# 意大利共产党 (2014年)
意大利共产党（義大利語：Partito Comunista d'Italia，缩写为PCdI）是意大利的一个已不存在的共产主义政党，成立于2014年12月11日，由意大利共产党人党重组而来。2016年6月26日，该党与重建共产党的一些分裂派别合并为新的意大利共产党（Partito Comunista Italiano，缩写为PCI）。
该党的意识形态是共产主义、马克思列宁主义、欧洲共产主义。该党的政治立场是左翼。该党是欧洲左翼党的观察员。